# Relleu en roca d'Anubanini
El Relleu d'Anubanini, també anomenat Sar-e Pol-e Zohab II o Relleu de Sarpol-i Zohab, és un relleu en roca del període de l'Imperi accadi (cap al 2300 abans de la nostra era) o del període d'Isin-Larsa (principis del segon mil·lenni ae) i es troba a la província de Kermansah, a l'Iran. Es creu que aquest relleu en roca pertany a la cultura lullubi; i és a 120 quilòmetres al nord de Kermansah, a prop de Sarpol-e Zahab. Els relleus de Lullubi són els primers relleus en roca de l'Iran, i són posteriors als relleus elamites d'Eshkaft-e Salman i Kul-e Farah.

## Descripció
En aquest relleu de roca, Anubanini, el rei dels lullubi, posa el peu sobre el pit d'un captiu. Hi ha altres vuit captius, dos d'ells agenollats darrere de l'equivalent lullubi de la dea accàdia Ixtar (recognoscible pels quatre parells de banyes al tocat i les armes sobre les espatles) i sis d'ells dempeus en una filera inferior al fons del relleu de la roca. Té el pit nu, només duu una faldilla curta.(1)
L'estil general del relleu d'Anubanini imita l'estil de l'art reial mesopotàmic de l'època, així com el seu llenguatge, en utilitzar la llengua i l'escriptura accàdia per a la inscripció.

## Inscripció
També hi ha una inscripció en idioma i escriptura accadis, en què es declara com el poderós rei de Lullubium, que havia erigit la seua imatge com la d'Ixtar a la muntanya Batir, i invoca diverses deïtats perquè preserven aquest monument. La inscripció comença amb la fórmula:
| «                                                | Anubanini, rei poderós, rei de Lullubum, va erigir una imatge d'ell mateix i una imatge de la dea Ninni a la muntanya Batir... (segueix una llarga fórmula de maledicció invocant les deïtats Anu, Antum, Enlil, Ninlil, Ixkur, Ixtar, Sin i Xamash cap a qualsevol que faça malbé el monument) | » |
| — - Inscripció en accadi del Relleu d'Anubanini. | |   |

Es creu que la data del relleu de la roca és del 2300 abans de la nostra era. Va resultar danyat en un 30% durant la Guerra entre l'Iran i l'Iraq. Les fotografies més antigues mostren la figura del rei gairebé intacta.

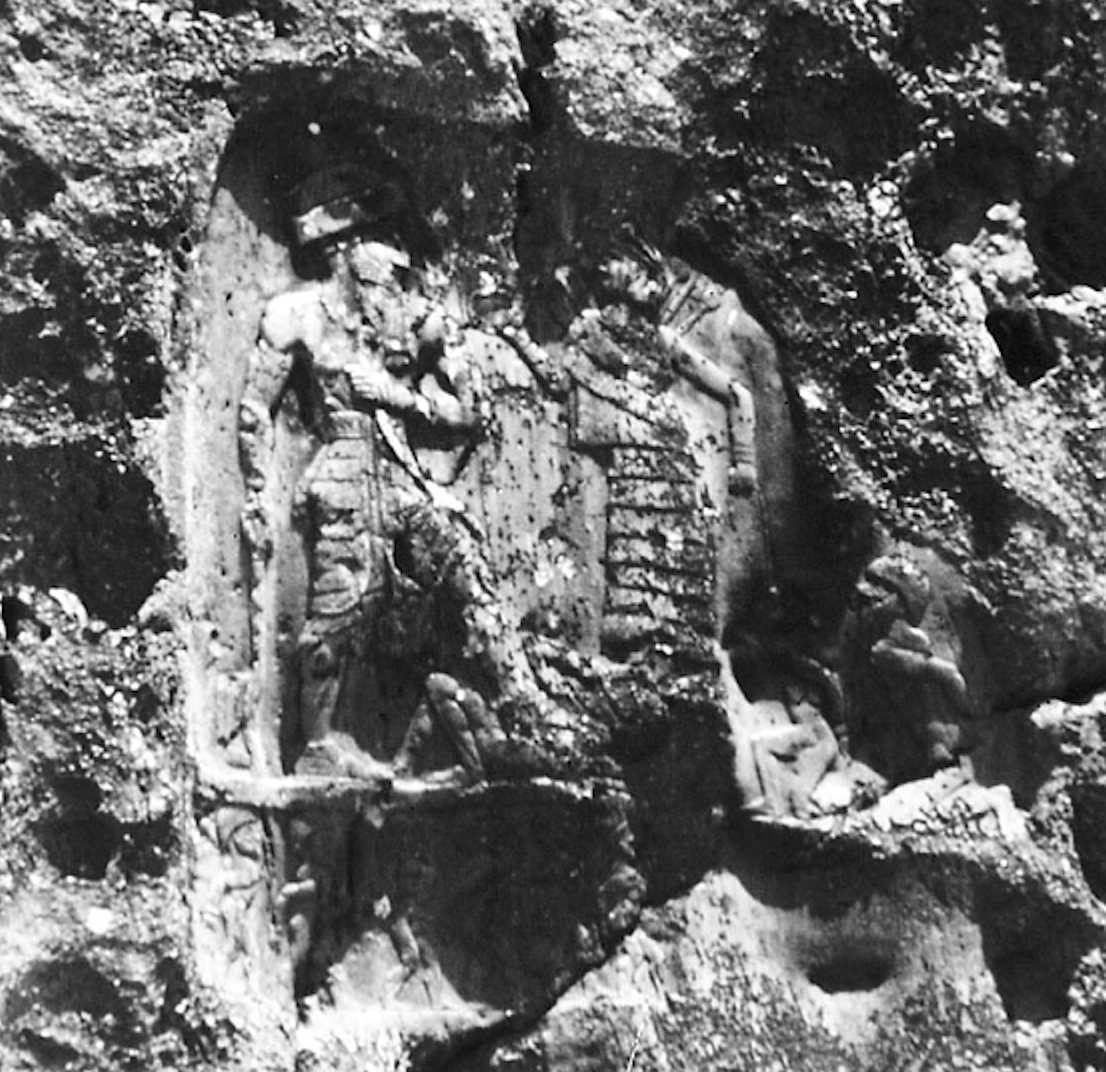
Fotografia d'Ernst Herzfeld

## Inscripció de Behistun
Aquest relleu rupestre és molt semblant a la Inscripció de Behistun (segle v abans de la nostra era), més tardana, de l'època aquemènida, no gaire llunyana, fins al punt que es va dir que la Inscripció de Behistun estava influenciada pel Relleu d'Anubanini. L'actitud del governant, el calcigament d'un enemic, la presència d'una deïtat, les fileres de presoners són molt semblants.

## Detalls del relleu

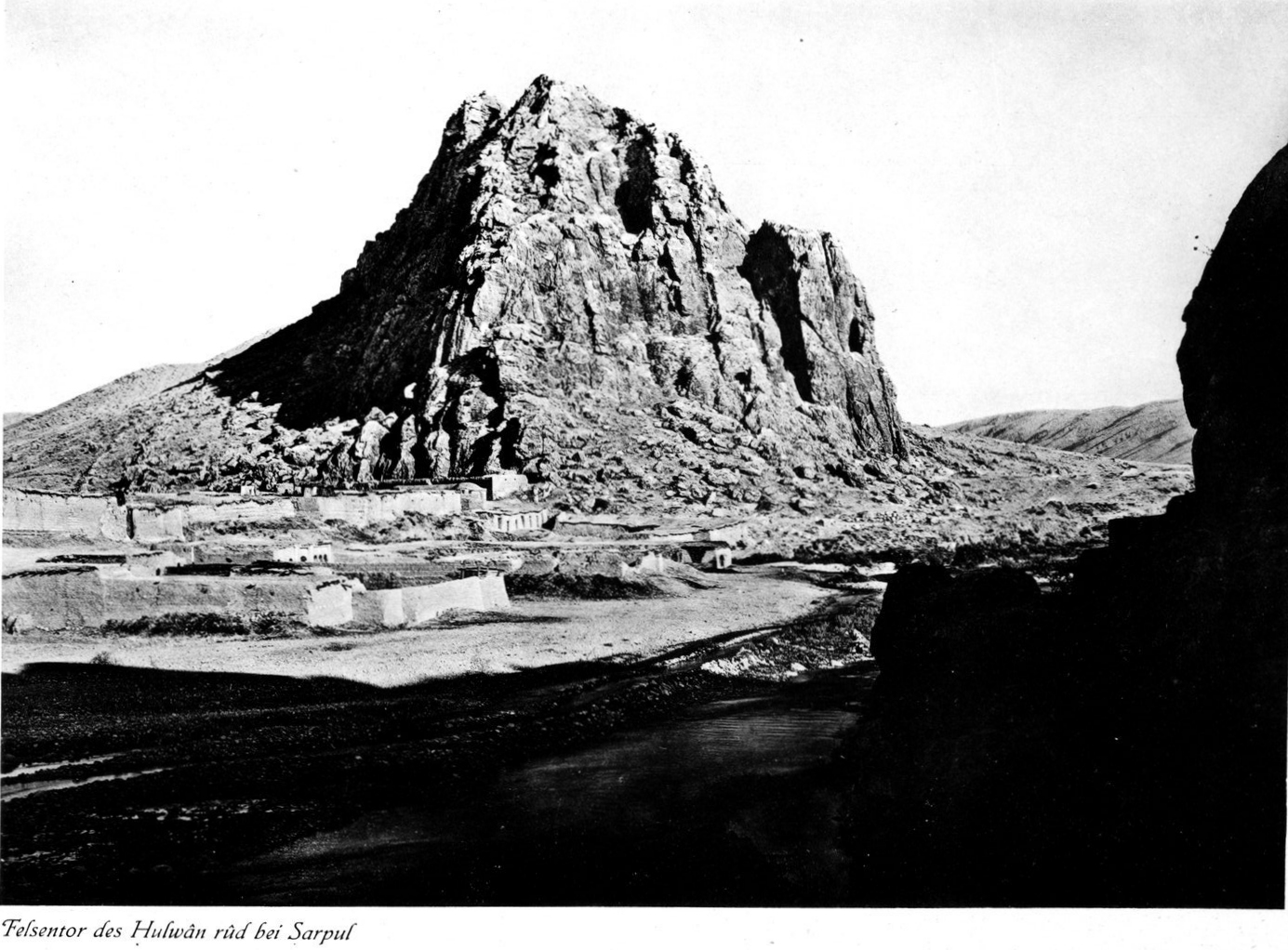
La muntanya Sarpul, on es troba el relleu (a l'ombra de la vora més propera a la cambra). La ciutat de Sarpul és al peu de la muntanya
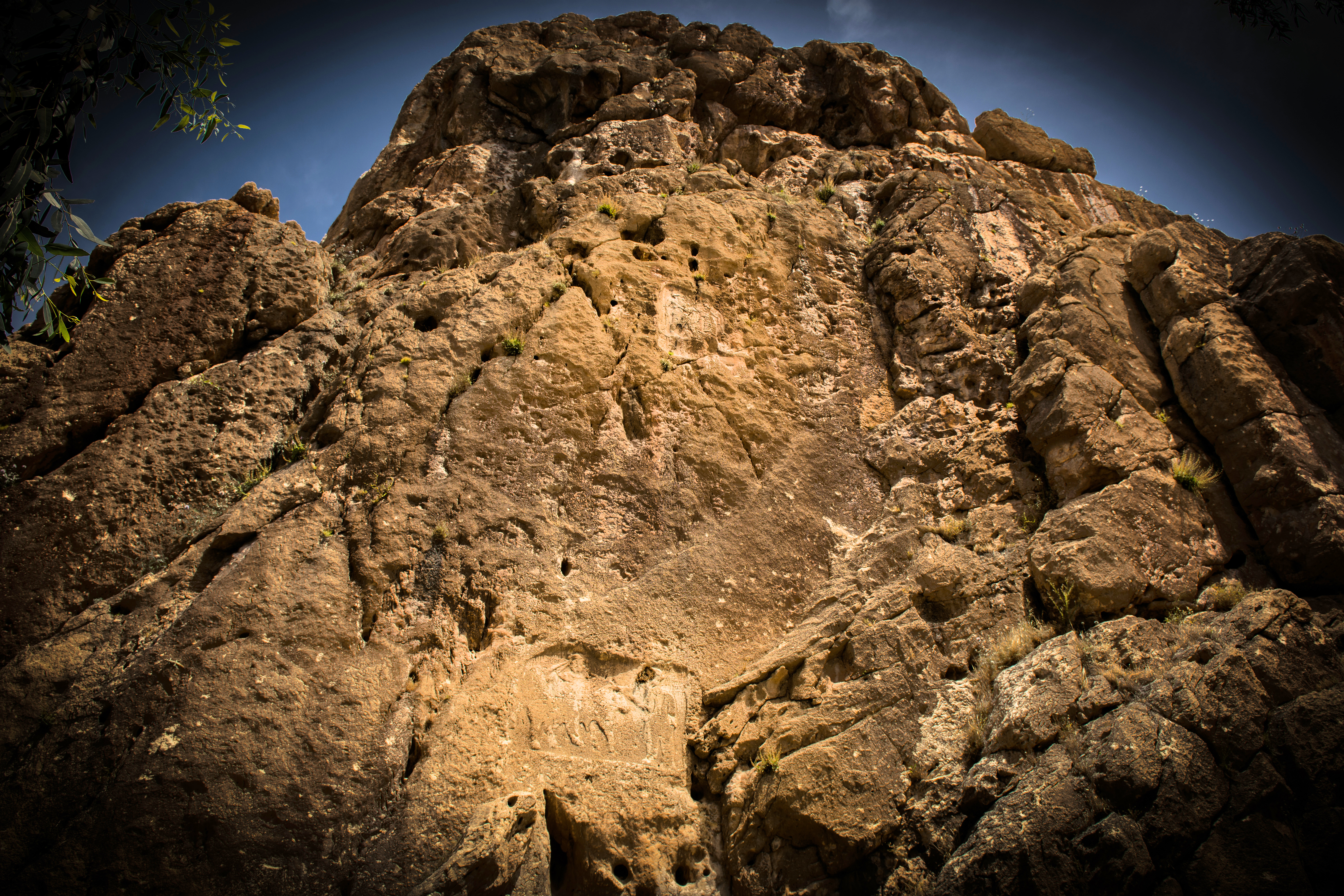
El relleu es troba a una alçada de 16 metres, al cim d'un penya-segat que s'eleva sobre el poble de Sarpol-e Zahab. Tot seguit hi ha un segon relleu (de Gotarces II de Pàrtia)
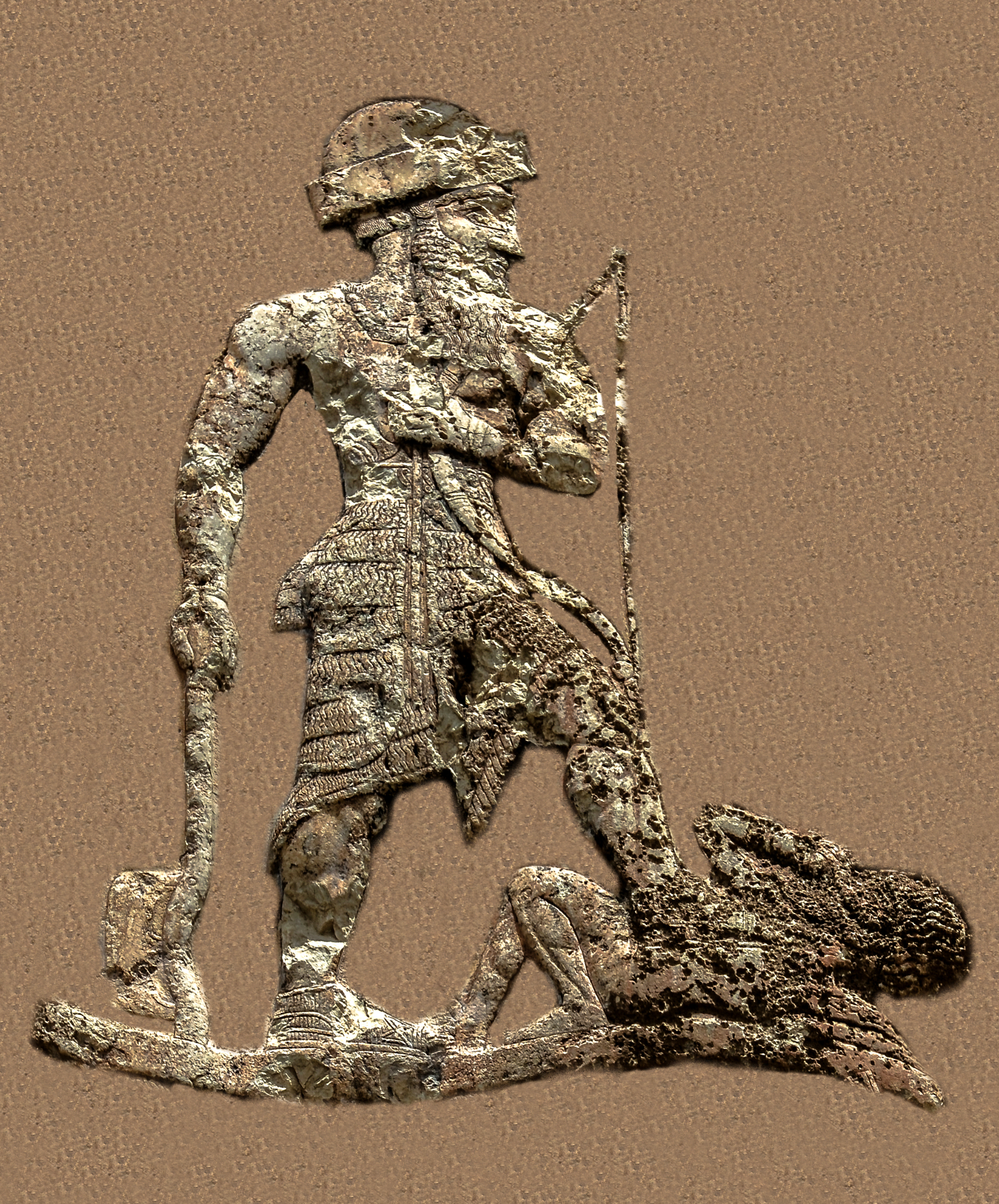
El rei Anubanini. Porta una destral, un arc i una fletxa. Té el pit nu, una faldilla curta, un barret d'ala ampla i sandàlies
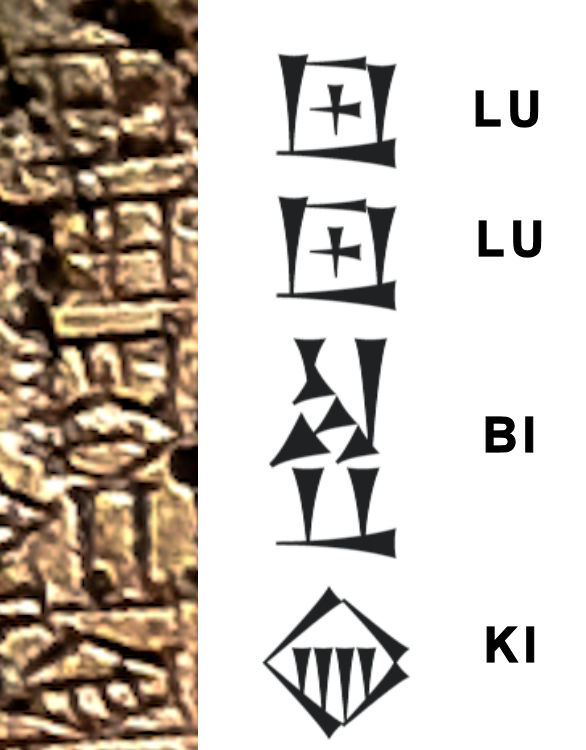
Lullubi-ki ('País dels lullubis') en el relleu d'Anubanini
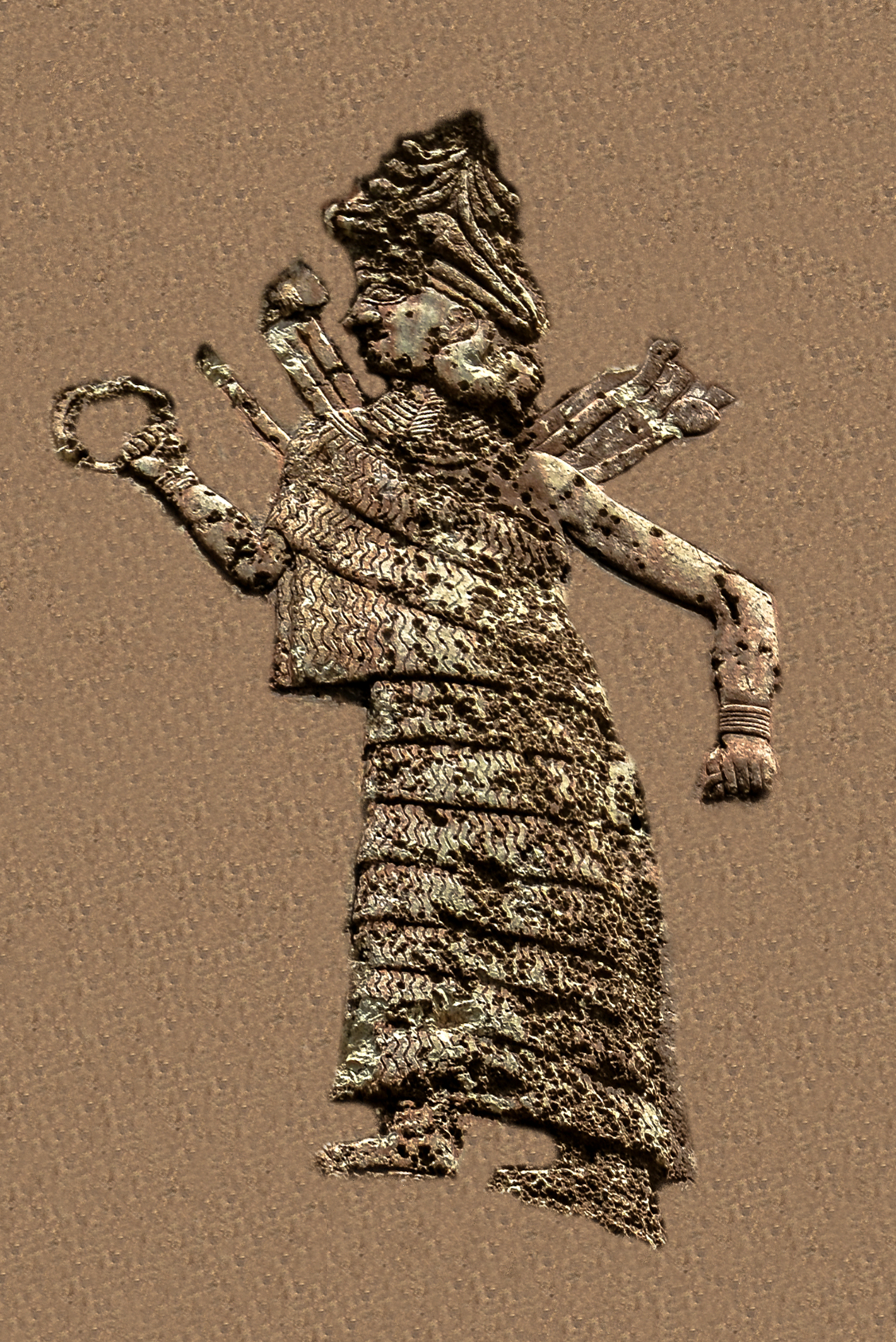
Dea Ixtar / Inanna. Duu un vestit llarg amb volants, un barret decorat amb banyes i un collaret. Llueix un anell a mà dreta i armes en forma de maça a l'esquena
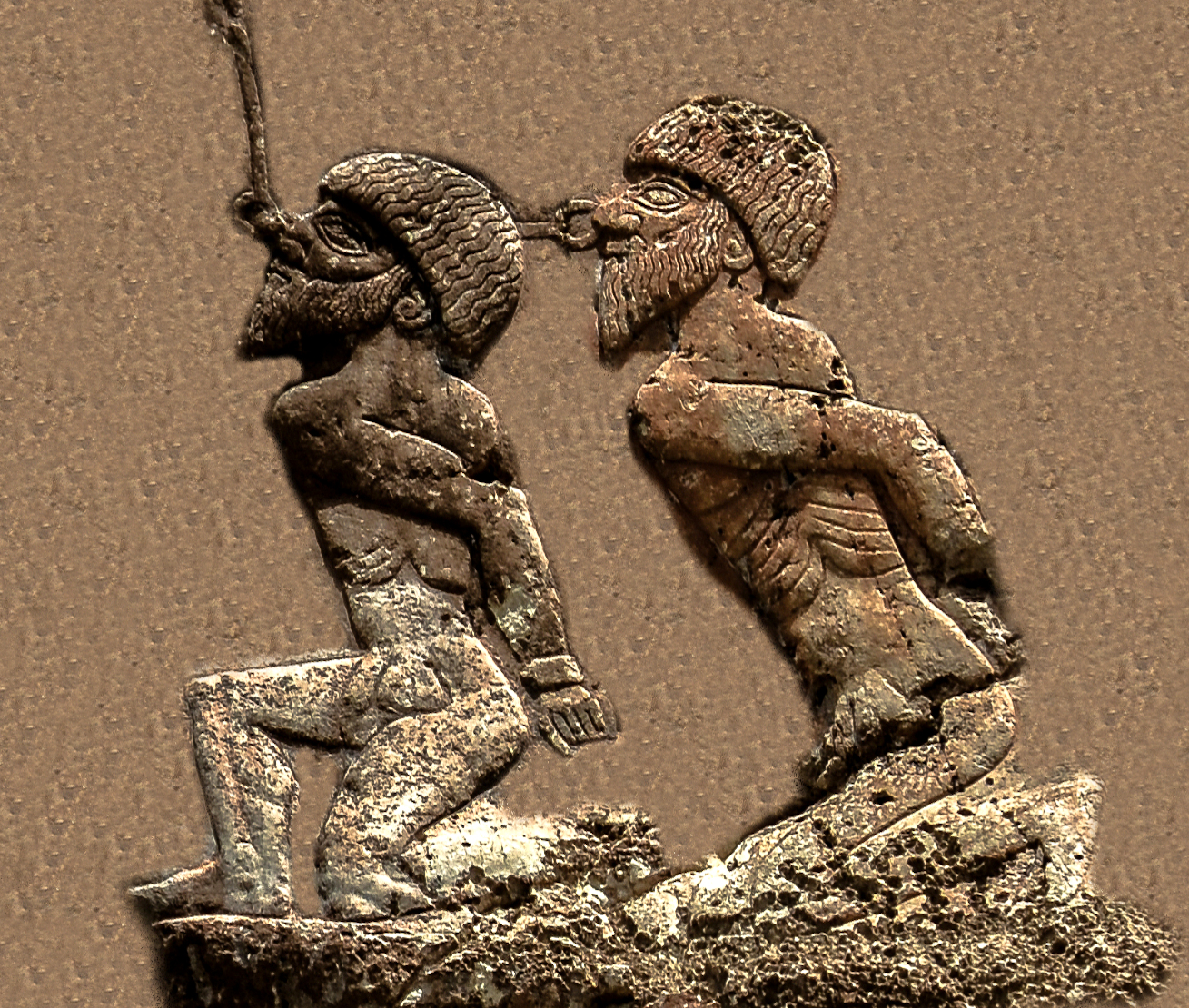
Presoners d'Anubanini, portats per la dea Ixtar (detall). Estan nus, amb les mans lligades i subjectes per un anell al nas
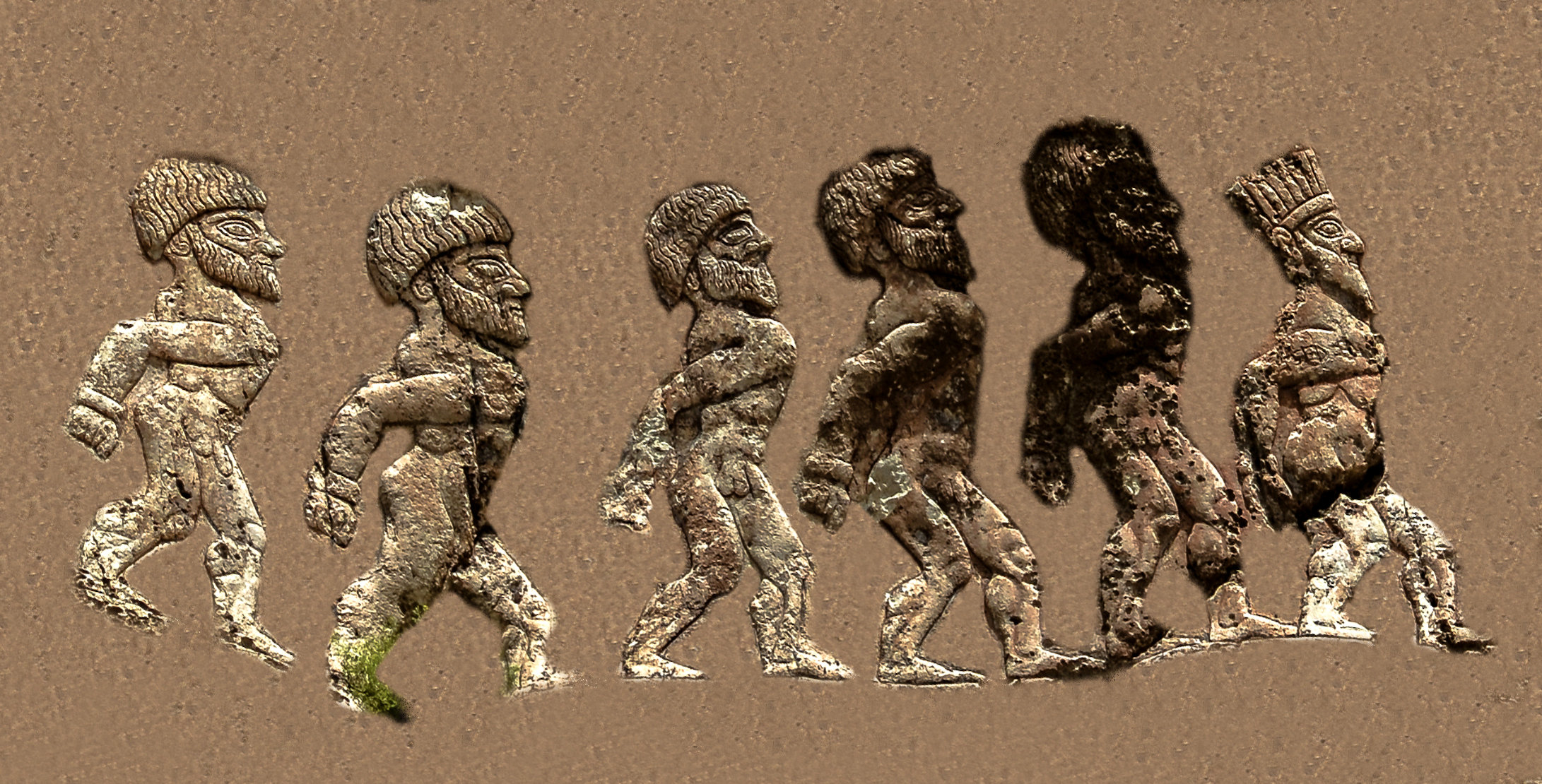
Presoners i el seu rei (detall)
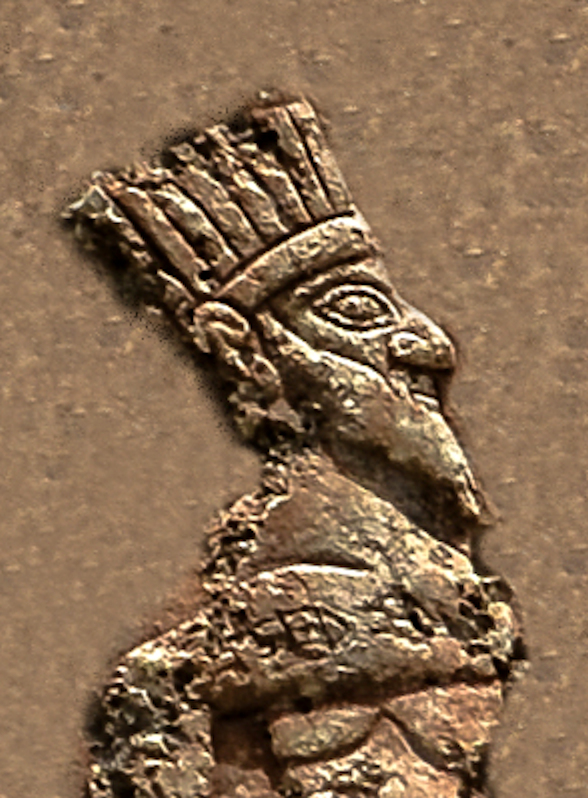
Representació d'un rei amb corona, nu, capturat per Anubanini. Podia ser una corona de plomes com les que es veuen en alguns bronzes de Lorestan
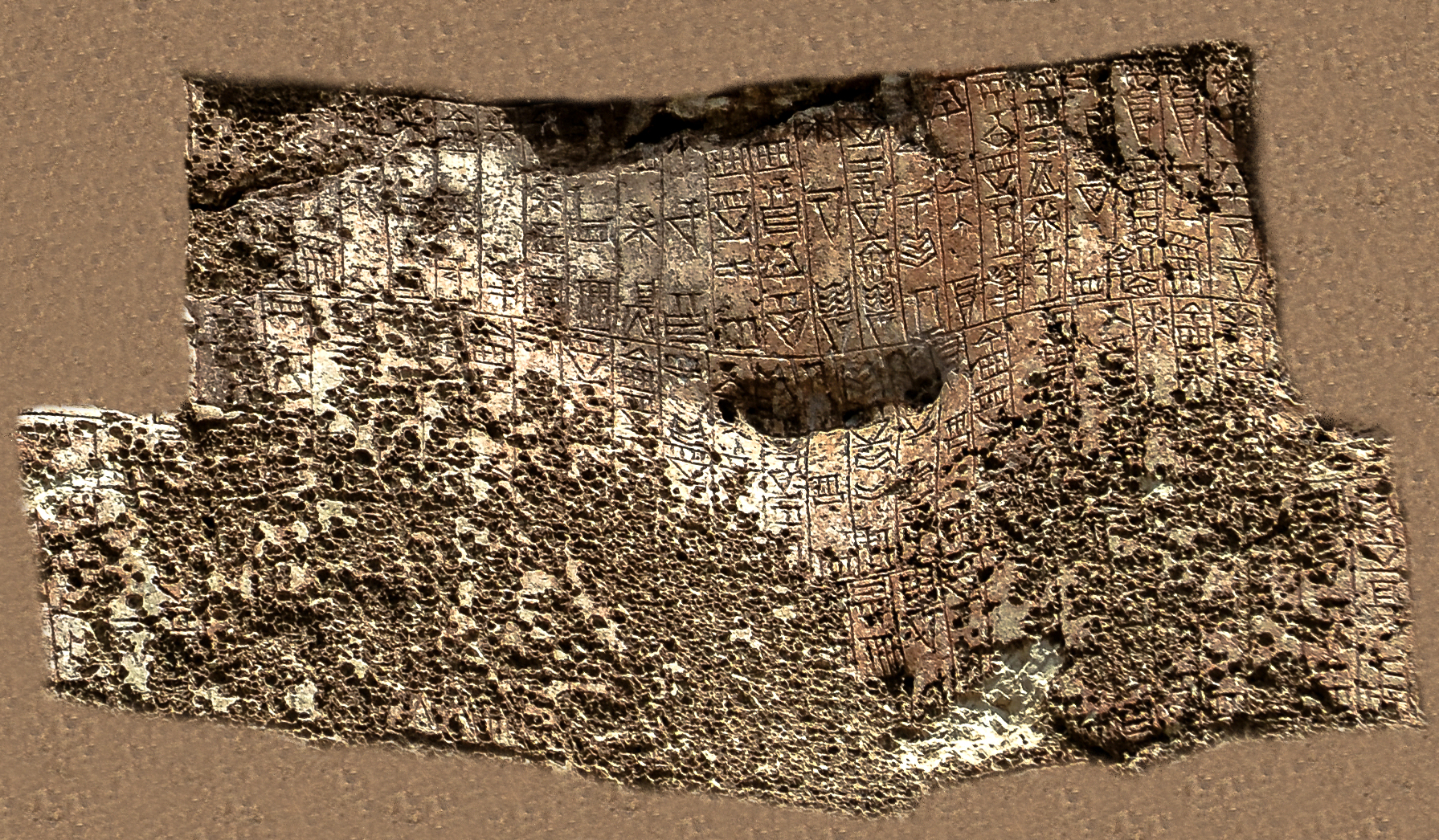
Relleu d'Anubanini amb inscripció en idioma i escriptura accadis
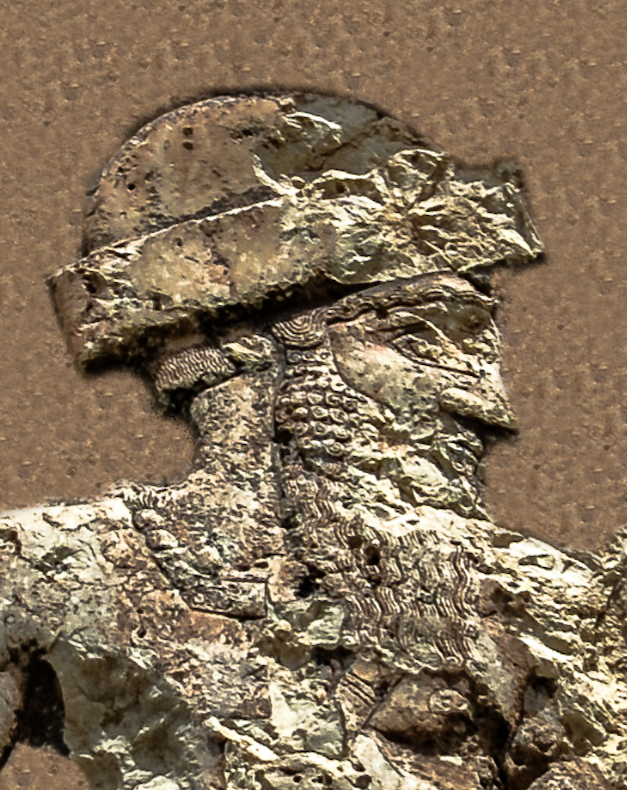
Retrat del rei Anubanini

## Primeres representacions
L'arquitecte francés Pascal Coste va pintar el relleu de roca al 1840.

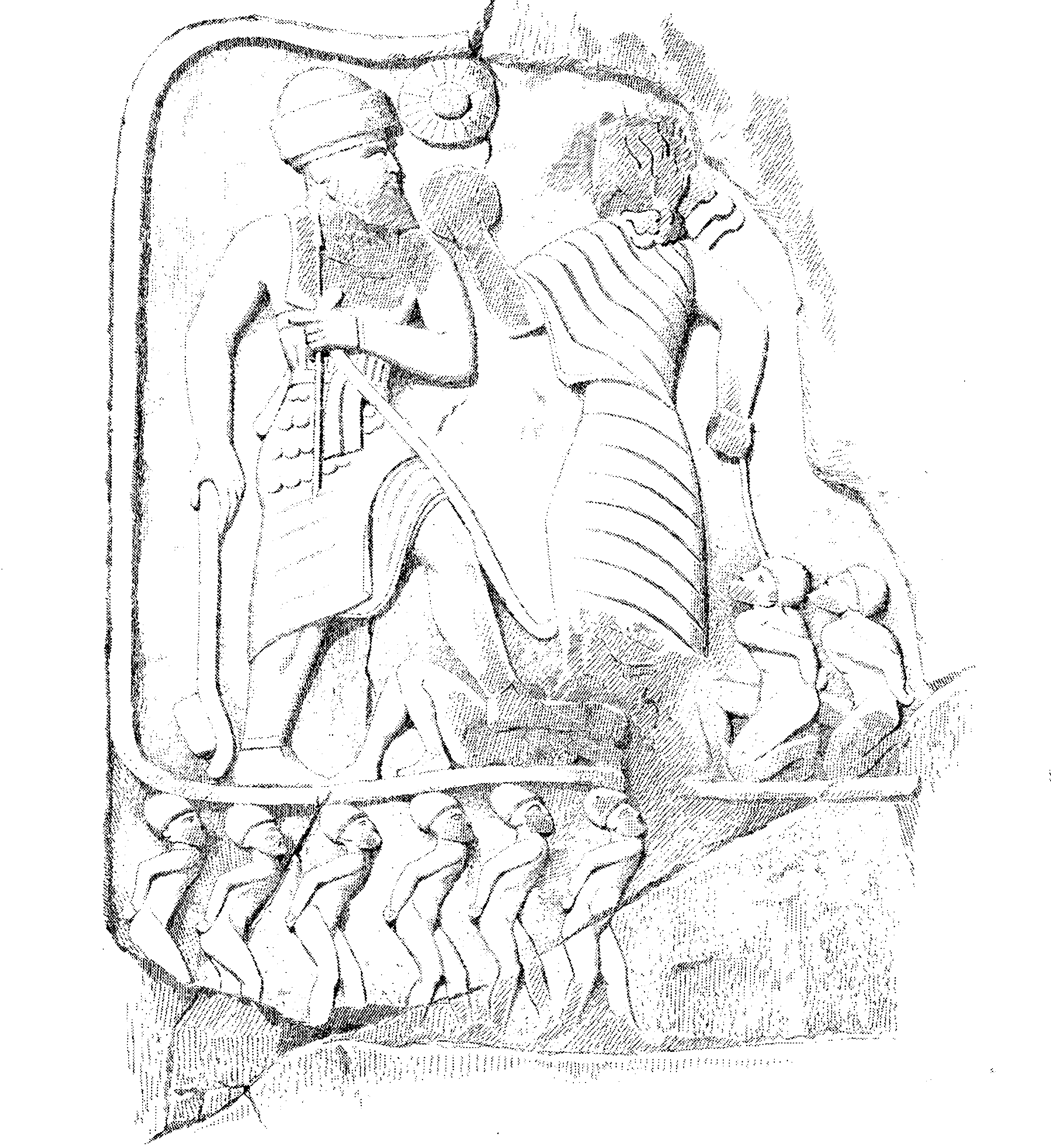
Dibuix de Pascal Coste
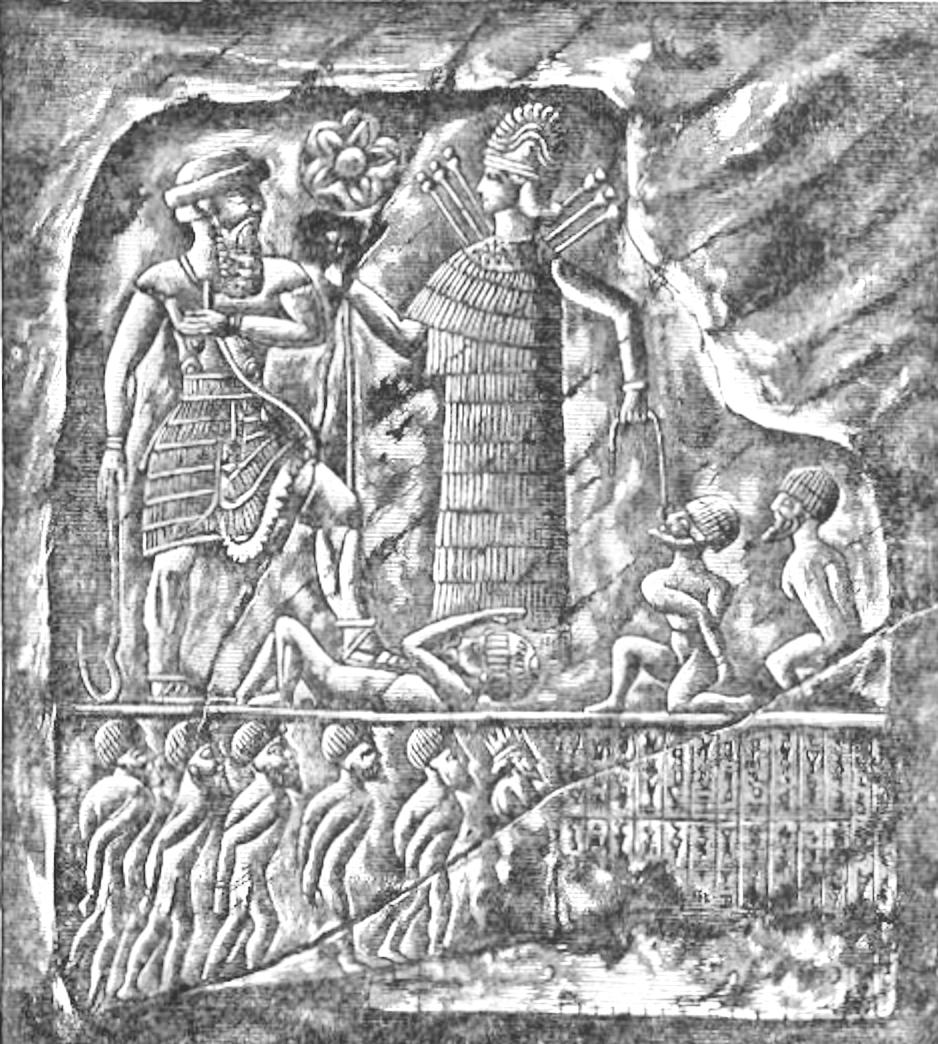
Petjada en relleu de la roca d'Anubanini
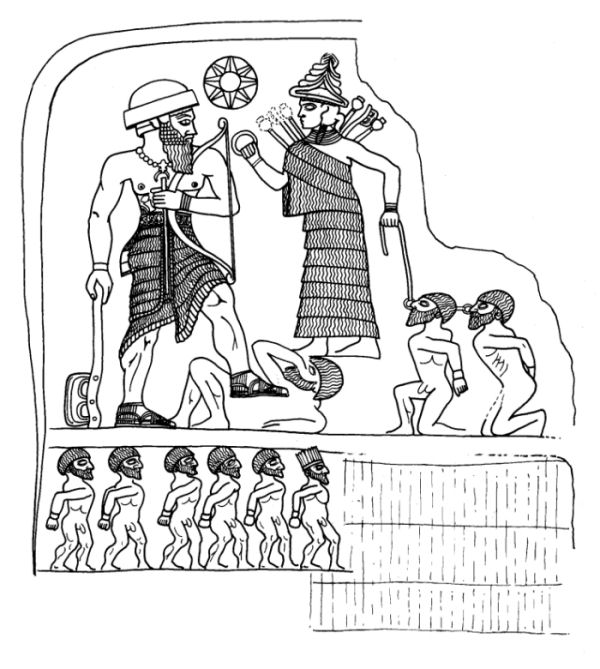
Dibuix modern del relleu

## Altres relleus en la zona
En la mateixa zona de Sar-e Pol-e Zahab, hi ha altres tres relleus no tan ben conservats.

### Relleus lullubis
A uns 200 metres, n'hi ha un altre relleu denominat Sar-e Pol-e Zohab I, d'estil semblant al relleu d'Aubanini, però aquest pertany a un governant imberbe. L'atribució a un governant concret continua sent incerta. També hi ha altres relleus lullubis a la mateixa zona de Sar-e Pol-e Zahab que mostren un guerrer imberbe aixafant un enemic, enfront d'una dea.

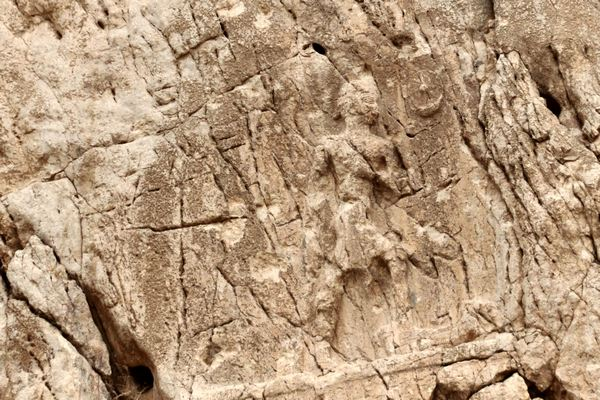
Sarpol-e Zahab, relleu I. Guerrer imberbe amb destral, aixafant un enemic. Sundisk a dalt. Es pot llegir el nom "Zaba(zuna), fill de ...". Se li sol considerar un governant dels lullubi,[14][15] però podria ser un governant del Regne de Simurrum, fill d'Iddin-Sin
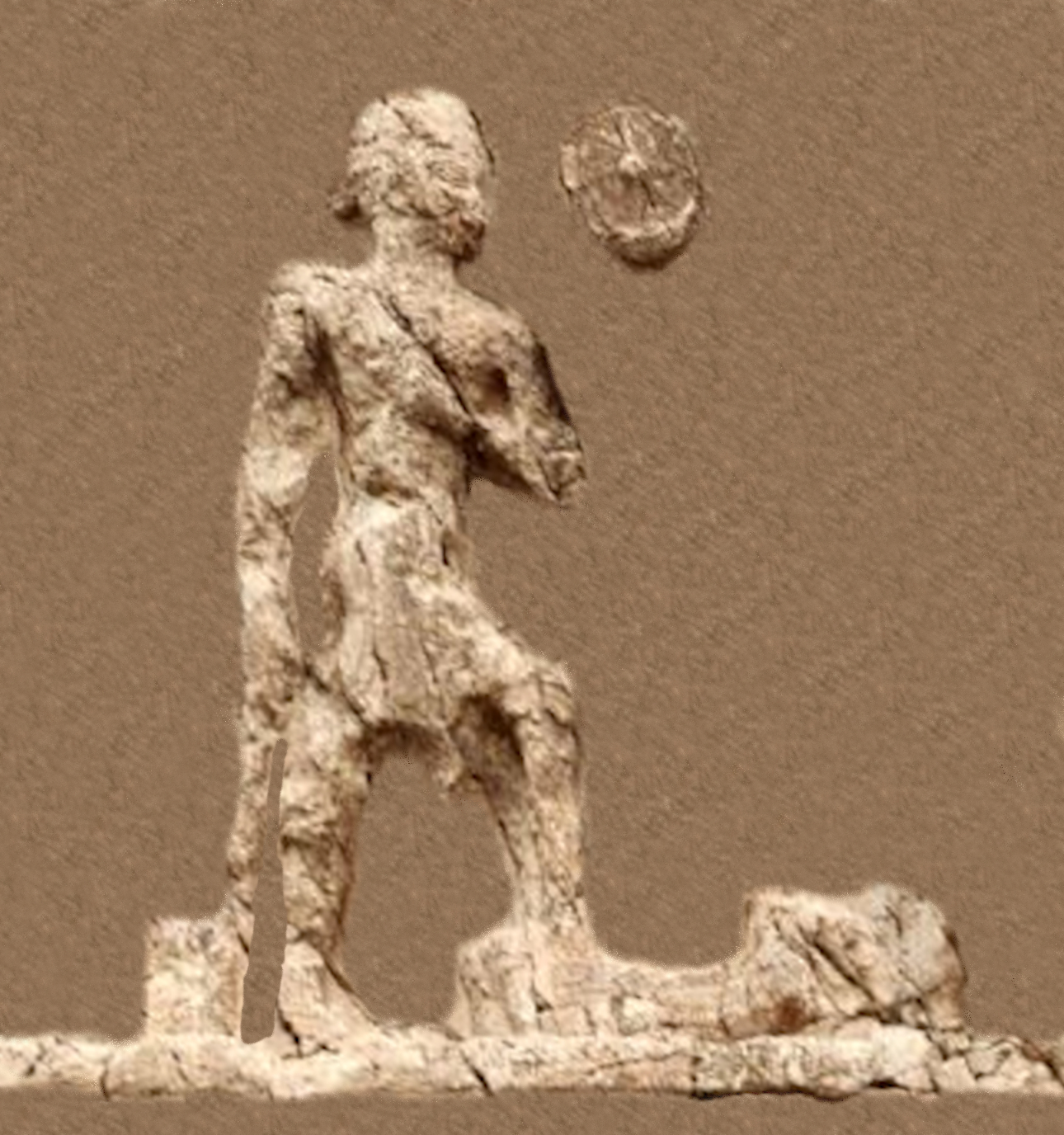
Esquema del relleu I. Guerrer imberbe amb destral, aixafant un enemic. Sundisk a dalt. Es pot llegir el nom "Zaba(zuna), fill de ..."
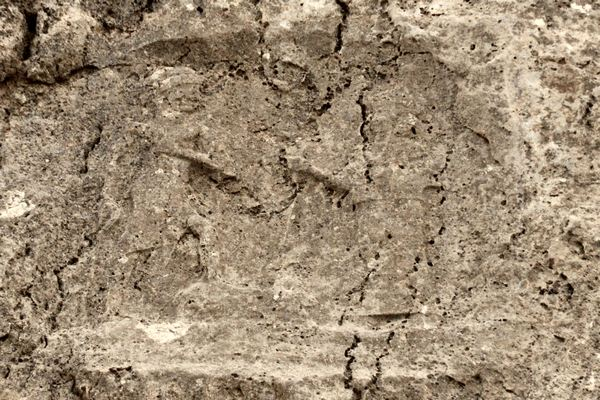
Sar-e Pol-e Zahab, relleu III. Guerrer sense barba aixafant un enemic, enfront d'una dea
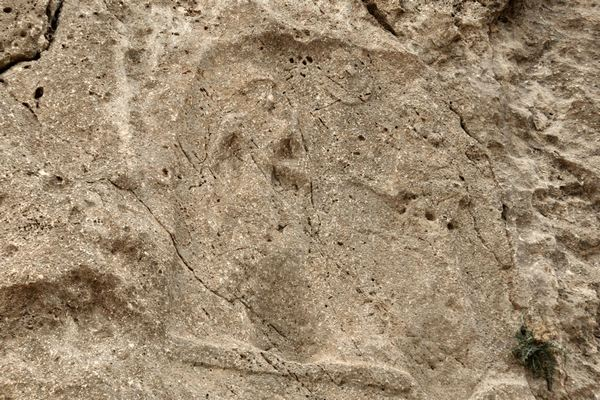
Sar-e Pol-e Zahab, relleu IV. Guerrer sense barba aixafant un enemic, enfront d'una dea

### Relleu dels parts
Un altre relleu es troba sota el Relleu d'Anubanini, més a baix del penya-segat. Aquest relleu fou elaborat durant l'Imperi part en nom de Gotarces, possiblement Gotarces I, però encara més probablement del rei part Gotarces II, que va governar del 39 al 51, i del qual se sap que feu altres relleus, com ara el relleu eqüestre de Behistun.

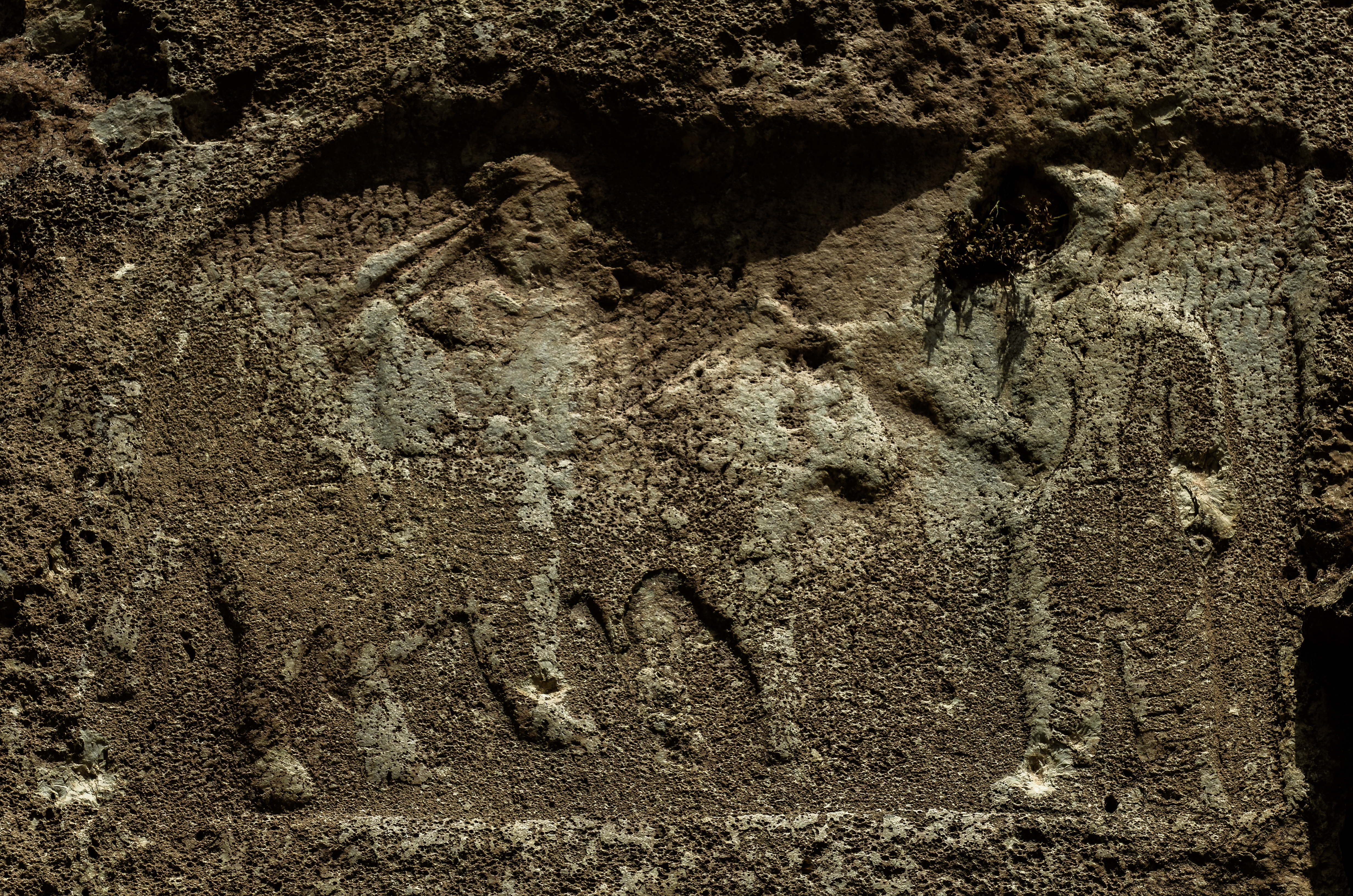
El segon relleu, sota el d'Anubanini, un relleu part
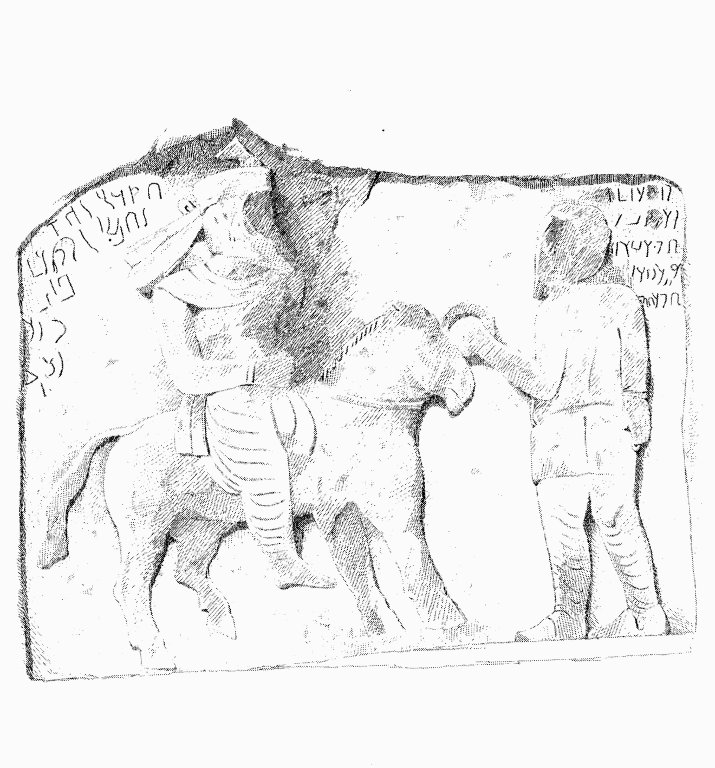
Dibuix del relleu part

### Tomba aquemènida tardana de Dukkan-e Daud
A Dukkan-e Daud, no massa lluny de Sar-e Pol-e Zohab, es pot veure una tomba de finals de l'època aquemènida (cap al 400-300 abans de la nostra era) amb el relleu d'un sacerdot zoroàstric:

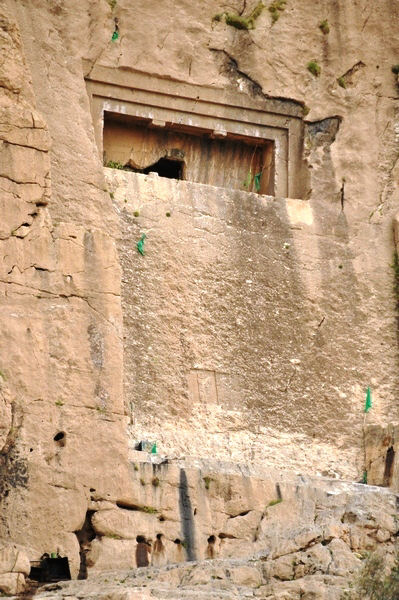
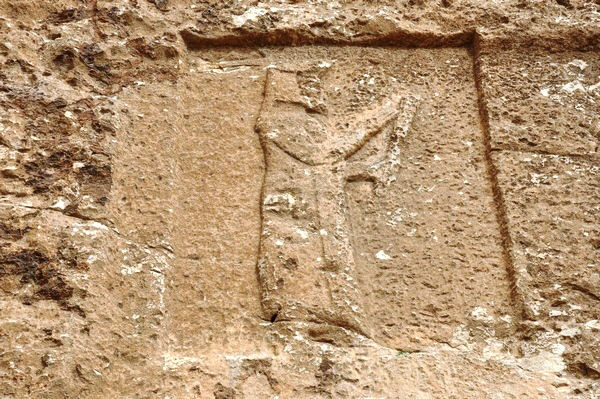